# Vincenc Kocman
Vincenc Kocman (3. ledna 1917 Rudice – 17. prosince 1968 Brno) byl český interbrigadista, palubní střelec a radiooperátor 311. československé bombardovací perutě, spisovatel a pedagog.

## Život

### Před druhou světovou válkou
Vincenc Kocman se narodil 3. ledna 1917 v Rudici na Blanensku. Obecnou školu vychodil v rodné obci, měšťanskou v Jedovnicích, mezi lety 1930 a 1933 se v Brně vyučil obchodním příručím a jako takový se poté živil. V roce 1936 se přihlásil do akce Tisíc pilotů republice, pilotní výcvik ale nedokončil. Na konci roku 1937 odešel do Španělska, kde se jako interbrigadista zúčastnil občanské války. Dne 24. července 1938 byl vážně raněn u Torichas Levante. Po porážce republiky se mu na jaře 1939 podařilo přejít na francouzské území, následně byl internován v Argelès-sur-Mer a Gurs,

### Druhá světová válka
Po vypuknutí druhé světové války se Vincenc Kocman v Agde přihlásil do vznikající Československé armády v zahraničí. Byl zařazen do 1. československého pluku, posléze jako pilot-žák působil na letecké základně Mérignac. Po pádu Francie v červnu 1940 se evakuoval do Spojeného království. Zde byl přijat do Royal Air Force a po výcviku 2. listopadu 1940 zařazen k 311. československé bombardovací peruti jako palubní střelec. První operační turnus ukončil 14. srpna 1941 poté, co absolvoval 38 operačních letů o 202 hodinách. Poté absolvoval kurz střeleckých zbrojních důstojníků a od listopadu 1941 do srpna 1943 působil u 311. perutě jako instruktor leteckých střelců. Do února 1944 byl zařazen u Československého náhradního tělesa, poté absolvoval kurz leteckých radiotelegrafistů a mechaniků. Po jeho ukončení 15. ledna 1945 nastoupil u 311. perutě druhý operační turnus a účastnil se protiponorkových a protilodních hlídkových letů nad oceánem jako palubní radiotelegrafista, mechanik a radarový operátor. Dne 5. května 1945 byl členem posádky stroje Consolidated B-24 Liberator GR Mk.VI KG861 PP-L pod velením Jindřicha Beneše, který zničil německou ponorku U 3523.

### Po druhé světové válce
Vincenc Kocman se do Československa vrátil 19. srpna 1945. Pokračoval v armádní službě, propuštěn do zálohy byl v roce 1950, po návratu v témže roce pak definitivně v roce 1952 v hodnosti štábního kapitána a to z důvodu jeho předchozího působení v RAF. Pracoval jako pomocný dělník v I. brněnské strojírně, kde se vyškolil na frézaře. Po pracovním úrazu a snížení pracovní schopnosti ze zaměstnání odešel. Poté vystřídal několik administrativních zaměstnání, ve kterých se ale z kádrových důvodů neudržel, dvakrát byl po delší dobu i nezaměstnaný. Mezi lety 1960 a 1963 vyučoval jako odborný asistent Marxismus-leninismus na Vysoké škole zemědělské v Brně, poté odešel do invalidního důchodu. Zemřel na následky leukemie 17. prosince 1968 v Brně. Pohřben je na hřbitově v Olomučanech.

## Rodina
Vincenc Kocman se v roce 1941 ve Spojeném království oženil s Jessií Scottovou, budoucí docentky dějin anglické a americké literatury na Filozofické fakultě Masarykovy univerzity.

## Publikační činnost
Vincenc Kocman je autorem vzpomínkových knih Cesta do boje a Boj bez slávy

## Ocenění

### Vyznamenání
- 4x (3x 1941) Československý válečný kříž 1939
- 2x Československá medaile Za chrabrost před nepřítelem
- 1946 Československá medaile za zásluhy I. stupně
- Pamětní medaile československé armády v zahraničí
- Hvězda 1939–1945
- Řád Bílého lva za vítězství
- Řád rudé hvězdy

### Posmrtná ocenění
- Vincenc Kocman byl in memoriam povýšen do hodnosti podplukovníka